# Ebba Månsdotter (Lilliehöök)
Ebba Månsdotter (Lilliehöök), född 13 januari 1529 på Upplo gård i Västergötland, död 29 september 1609 på Lerjeholm i Angereds socken i Älvsborgs län, var en svensk brukspatron och grevskapsförvaltare, grevinna till Raseborg, friherrinna till Gräfsnäs och fru till Käggleholm.

## Biografi
Ebba Månsdotter var dotter till den i Västgötaherrarnas uppror på Gustav Vasas tid bekante riksrådet Måns Bryntesson (Lilliehöök) och Brita Jönsdotter (Roos av Ervalla). Hennes far avrättades efter att ha planerat att erövra tronen. Då var Ebba ett halvår. Hon följde 1543 modern och styvfadern, riksrådet Kristofer Andersson, på deras exil till Rostock i Tyskland, sedan hennes styvfar hamnat i konflikt med kungen. Gustav Vasa ville gärna att Ebba återvände till Sverige, eftersom hon var arvtagare till stora egendomar där, och gifte sig med hans svåger Sten. 
När hennes styvfar avled 1548 bad kungen dem att återvända till Sverige. Ebbas mor Brita bad om en skriftlig försäkran om deras personliga säkerhet, och många förhandlingar, skötta i huvudsak av drottning Margareta och ett antal andra adliga kvinnor, krävdes innan de gick med på det föreslagna äktenskapet och återvände till Sverige sommaren 1548. Ebba tillbringade därefter en tid som hovjungfru hos drottning Margareta fram till bröllopet.
Hon gifte sig på slottet Tre Kronor i Stockholm 7 oktober 1548, då Gustav Vasa höll bröllopet, med kungens svåger, riksrådet och riddaren Sten Eriksson (Leijonhufvud). Under äktenskapet levde hon i Småland och Västergötland. Hon blev friherrinna då maken år 1561 blev friherre. Maken blev fängslad av Erik XIV och var en av de två fångar som lyckades överleva Sturemorden. Ebba befann sig vid den tidpunkten i Uppsala tillsammans med svägerskan Märta Eriksdotter (Leijonhufvud) för att försöka hjälpa maken. Ebba "stod högt i aktning och anseende" hos kungens bröder Johan och Karl, och nära vän till Johans maka Katarina Jagellonica. Hon bidrog till att övertala hertigarna att göra uppror mot Erik XIV.
Ebba Månsdotter upphöjdes 1569, efter mannens död, i grevligt stånd och erhöll 1571 Raseborgs grevskap och flera andra besittningar i Finland. Hon fick titeln grevinna av Raseborg vid Johan III:s kröning i egenskap av en av deltagarna i upproret mot Erik XIV, och vid hennes sida belönades även andra deltagare: Nils Gyllenstierna, Hogenskild Bielke och Klas Fleming blev samtidigt friherrar och ytterligare sju personer, bland dem Pontus De la Gardie, fick riddarvärdigheten.
Tillsammans med sin makes systrar Brita och Märta tillhörde hon en av Sveriges fem största förläningstagare i början av Johan III:s regeringstid. Hon kallades vanligen gref Ebba (greve Ebba) för sin "tilltagsenhet och manhaftighet". Hon beskrivs som en effektiv men hård godsägare, och ett brev från 1587 där hon skäller ut en fogde har bevarats. Hon beskrevs av samtida som "ett hår af hin håle, värre än fadern, sonen Axel och dennes söner".
Hennes ovänskap och tvister med sonen Mauritz var omtalade, och det finns flera historier om dem. År 1604 insände hon ett klagobrev över Mauritz över en händelse som inträffade under ett besök på Käggleholm, då sonen kom i gräl med hennes kock och förbjöd henne att bli serverad någon mat för att den han fick varit undermålig.  Själv sade hon om den långvariga konflikten: "iag är moderen och han är sonen". År 1592 varnades hon för att sprida förtal om Johan III med hot om fängelse. Karl IX misstrodde henne och förvägrade henne att närvara vid hans kröning. Samma år (1607) sattes hon på kunglig order i husarrest på sitt gods Tärna.
Hon begravdes 18 mars 1610 i Uppsala domkyrka.
Ebba Månsdotter är stammoder till grevliga ätten Lewenhaupt nr: 2.

## Familj
Gift 7 oktober 1548 i Stockholm med riksrådet och friherren Sten Eriksson (Leijonhufvud) som hon fick sex barn med.
1. Margareta Stensson Leijonhufvud (1549–1586), trolovad 1585 med riksrådet, friherre Pontus De la Gardie.
2. Edla Stensson Leijonhufvud (1552–1586), gift 1580 med riksrådet och generalkrigsöversten, friherre Mauritz Birgersson Grip.
3. Axel, född i Jönköping 1554 (Axels barn skrev sig Lewenkopf, senare utbytt mot Lewenhaupt).
4. Anna Stensson Leijonhufvud (1558–1599), gift 1598 med kammarherren Erik Turesson (Bielke) (1564–1599), Bielke av Åkerö.
5. Mauritz, född 10 september 1559, gift med Amalia von Hatzfeld.
6. Elisabet Stensson Leijonhufvud (1561–1612), född 5 januari 1561, gift 14 mars 1598 med rikskanslern Svante Bielke (1567–1609).
7. Brita Stensson Leijonhufvud (1567–1611), gift 1594 med riksdrotset, greve Magnus Brahe (1564–1633).

Av barnen började de flesta sönerna skriva sig Lewenkopf, senare utbytt mot Löwenhaupt och Lewenhaupt. Döttrarna använde oftast formen Leijonhufvud, då de använde släktnamnet.